# Charlie Says
Pour les articles homonymes, voir Says (homonymie).
Pour plus de détails, voir Fiche technique et Distribution.
Charlie Says est un film américain réalisé par Mary Harron et sorti en 2018. Il s'agit d'un drame biographique sur Charles Manson. Il s'inspire des ouvrages The Family: The Story of Charles Manson's Dune Buggy Attack Battalion d'Ed Sanders et The Long Prison Journey of Leslie Van Houten de Karlene Faith.
Il est présenté en avant-première à la Mostra de Venise 2018.

## Synopsis
Au milieu des années 1970, Karlene Faith officie dans la prison pour femmes California Institution for Women. Elle y rencontre régulièrement Susan Atkins, Patricia Krenwinkel et Leslie Van Houten, disciples de Charles Manson qui ont commis plusieurs assassinats dont celui de Sharon Tate et de Leno et Rosemary LaBianca en 1969. Elles purgent leur peine de prison, détenues en isolement complet dans une aile de prison réservée. Elles occupent leurs journées en chantant, en faisant de la couture, comme elles le faisaient dans le ranch de George Spahn, l'un des repaires de la « famille ». Les employées de la prison cherchant cependant à les aider psychologiquement. Ces trois filles sont toujours sous l'emprise de leur gourou. La plupart de leurs phrases commencent par « Charlie dit que » et même leur nom leur a été donné à leur entrée dans la « famille ». C'est le début d'un combat pour retrouver leur identité et leur nom.

## Fiche technique
Sauf indication contraire, les informations mentionnées dans cette section peuvent être confirmées par la base de données cinématographiques IMDb,  présente dans la section « Liens externes ».
- Titre original et français : Charlie Says
- Titre de travail : Nobody
- Réalisation : Mary Harron
- Scénario : Guinevere Turner, d'après les livres The Family: The Story of Charles Manson's Dune Buggy Attack Battalion d'Ed Sanders et The Long Prison Journey of Leslie Van Houten de Karlene Faith
- Direction artistique : Patricia Klawonn
- Décors : Dins Danielsen
- Costumes : Elizabeth Warn
- Photographie : Crille Forsberg
- Montage : Andrew Hafitz
- Musique : Keegan DeWitt
- Production : Dana Guerin, Cindi Rice, Jeremy M. Rosen et John Frank Rosenblum

Coproducteurs : Paige Barnett et Guinevere Turner
- Sociétés de production : Epic Level Entertainment et Roxwell Films
- Sociétés de distribution : IFC Films (États-Unis)
- Budget : n/a
- Pays d'origine :  États-Unis
- Langue originale : anglais
- Format : couleur
- Genre : drame biographique
- Durée : 110 minutes
- Dates de sortie[2] :
  - Italie : 2 septembre 2018 (Mostra de Venise)
  - États-Unis : 10 mai 2019 (sortie limitée)
  - États-Unis : 17 mai 2019 (vidéo à la demande)
  - France : 
    - 11 septembre 2019 (Festival du cinéma américain de Deauville)
    - 25 mars 2020 (DVD)

## Distribution
- Hannah Murray (VF : Lucille Boudonnat) : Leslie « Lulu » Van Houten
- Sosie Bacon (VF : Frédérique Marlot) : Patricia Krenwinkel
- Marianne Rendón : Susan Atkins
- Suki Waterhouse : Mary Brunner
- Matt Smith (VF : Jean-Pierre Leblan) : Charles Manson
- Merritt Wever (VF : Jessie Lambotte) : Karlene Faith
- Chace Crawford (VF : Christophe Seugnet) : Charles « Tex » Watson
- Annabeth Gish : Virginia Carlson
- James Trevena-Brown (VF : Alexandre Coadour) : Dennis Wilson
- Dillon Lane (VF : Nicolas Dussaut) : Gregg Jakobson
- Bryan Adrian : Terry Melcher
- Kayli Carter : Lynette « Squeaky » Fromme
- India Ennenga : Linda Kasabian
- Dan Olivo : Leno LaBianca
- Dayle McLeod : Catherine « Gypsy » Share
- Bridger Zadina : Paul Watkins
- Lindsay Farris (en) : Jay Sebring
- Cameron Gellman : Bobby Beausoleil
- Grace Van Dien : Sharon Tate

## Production
En janvier 2016, Mary Harron et Guinevere Turner sont respectivement annoncées comme réalisatrice et scénariste d'un film sur les crimes de Charles Manson et de ses suiveurs.
En février 2018, le Britannique Matt Smith est annoncé dans le rôle de Charles Manson. Il sera notamment entouré de Hannah Murray, Odessa Young, Marianne Rendón, Merritt Wever, Carla Gugino, Kayli Carter et Suki Waterhouse. Chace Crawford et Sosie Bacon rejoignent ensuite la distrubtion en mars 2018, alors que Carla Gugino a finalement quitté le projet,. Annabeth Gish rejoint le film un mois plus tard.
Le tournage a lieu en Californie, notamment à Los Angeles et Santa Clarita.

## Accueil

### Critique
Le film reçoit des critiques mitigées. Sur l'agrégateur américain Rotten Tomatoes, il récolte 58% d'opinions favorables pour 65 critiques et une note moyenne de 5,81⁄10. Sur Metacritic, il obtient une note moyenne de 57⁄100 pour 21 critiques.